# Pruska Mała (gromada)
Pruska Mała – dawna gromada, czyli najmniejsza jednostka podziału terytorialnego Polskiej Rzeczypospolitej Ludowej w latach 1954–1972.
Gromady, z gromadzkimi radami narodowymi (GRN) jako organami władzy najniższego stopnia na wsi, funkcjonowały od reformy reorganizującej administrację wiejską przeprowadzonej jesienią 1954 do momentu ich zniesienia z dniem 1 stycznia 1973, tym samym wypierając organizację gminną w latach 1954–1972.
Gromadę Pruska Mała z siedzibą GRN w Prusce Małej utworzono – jako jedną z 8759 gromad – w powiecie augustowskim w woj. białostockim, na mocy uchwały nr 10/V WRN w Białymstoku z dnia 4 października 1954. W skład jednostki weszły obszary dotychczasowych gromad Pruska Mała, Chomontowo, Grabowo maj., Grabowo, Mikołajówek, Posielanie i Wysokie ze zniesionej gminy Dowspuda w tymże powiecie. Dla gromady ustalono 11 członków gromadzkiej rady narodowej.
1 stycznia 1958 z gromady Pruska Mała wyłączono wsie Chomontowo, Korytki i Wysokie włączając je do gromady Sucha Wieś w powiecie suwalskim, po czym gromadę Pruska Mała zniesiono, włączając jej (pozostały) obszar do gromady Janówka w powiecie augustowskim.